# Homer L. Pearson
Homer L. Pearson (* 31. Dezember 1900 in Wheat Ridge, Colorado; † 9. Juni 1985) war ein US-amerikanischer Politiker. Zwischen 1947 und 1949 war er Vizegouverneur des Bundesstaates Colorado.

## Werdegang
Über die Jugend und Schulausbildung von Homer Pearson ist nichts überliefert. Später arbeitete er als Florist. Außerdem schlug er als Mitglied der Republikanischen Partei eine politische Laufbahn ein. Zwischen 1939 und 1946 saß er als Abgeordneter im Repräsentantenhaus von Colorado; seit 1941 war er dessen Präsident. Im Jahr 1944 war er Ersatzdelegierter zur Republican National Convention.
1946 wurde Pearson an der Seite von William Lee Knous zum Vizegouverneur des Staates Colorado gewählt. Dieses Amt bekleidete er zwischen 1947 und 1949. Dabei war er Stellvertreter des Gouverneurs und Vorsitzender des Staatssenats. Nach dem Ende seiner Zeit als Vizegouverneur ist er politisch nicht mehr in Erscheinung getreten. Er starb am 9. Juni 1985.